# Celso Torrelio
Celso Torrelio Villa (Padilla; 3 de junio de 1933-La Paz, Bolivia; 23 de abril de 1999) fue un militar boliviano que fungió como presidente de facto de Bolivia entre 1981 y 1982.

## Biografía
Se graduó en el Colegio Militar del Ejército. Fue comandante de la escuela de comando y estado mayor del Colegio Militar de Ejército, ministro del Interior del dictador Luis García Meza, comandante del ejército y miembro de la junta de comandantes que gobernó al país por un mes. El 4 de septiembre de 1981 ―cuando contaba con 48 años de edad― fue nombrado por las Fuerzas Armadas «presidente» (de facto) de la República, cargo que ocupó hasta el 19 de julio de 1982. La acción más importante de este breve gobierno, fue la flotación del peso boliviano, que dio comienzo al proceso de hiperinflación.
Otro paso que no satisfizo al criterio público, fue el adoptado para calmar de alguna manera el descontento militar, anunciando la convocatoria a una Asamblea Constituyente para el primer semestre de 1983. Estos y otros desaciertos dieron lugar a que la guarnición de La Paz, en primer lugar, demandara el relevo del presidente, pedido al que luego se adhirieron otras guarniciones militares. Este movimiento, aunque no atacado, le impulsó a disponer del restablecimiento de las libertades políticas y sindicales, autorizar el retorno de cientos de exiliados y, finalmente suspender el toque de queda implantando en el período del «narcodictador» Luis García Meza. El 21 de julio de 1982, Celso Torrelio fue sustituido por las Fuerzas Armadas, quienes impusieron otro militar, Guido Vildoso Calderón.
Murió en La Paz el 23 de abril de 1999 a los 65 años de edad.